# Brechmorhoga diplosema
Brechmorhoga diplosema is een libellensoort uit de familie van de korenbouten (Libellulidae), onderorde echte libellen (Anisoptera).
De wetenschappelijke naam Brechmorhoga diplosema is voor het eerst geldig gepubliceerd in 1913 door Ris.